# Рыбацкое (исторический район)
Рыба́цкое — исторический район Санкт-Петербурга. Располагается в Невском районе между рекой Невой, рекой Славянкой, границей посёлка Петро-Славянка и рекой Мурзинкой.
Название Рыбацкое от района унаследовали ж/д станция, станция метро, проспект, мост и библиотека.

## История
Древние поселения на этом месте существовали ещё в XV—XVI веках.
Рыбацкое (Рыбная или Рыбацкая слобода) возникло на левом берегу Невы, между речками Мурзинкой и Славянкой, в 1715—1716 году, когда по приказу Петра I сюда были переселены около двухсот семейств рыбаков для снабжения Петербурга (в первую очередь — царского стола) рыбой. В XIX веке слобода превратилась в село, одно из крупнейших на пригородном участке Шлиссельбургского тракта. Жители села вошли в историю XVIII века своим участием в народном ополчении в русско-шведской войне 1788—1790 годов.
К середине XIX века Рыбацкое становится одним из административных и приходских центров Петербургского уезда. К этому времени на территории Рыбацкого размещалось семь кирпичных заводов. К 1897 году в Рыбацком, по данным, числилось 3000 душ при 600 домах.
В 1963 году село Рыбацкое юридически ликвидировано, а его территория включена в городскую черту Ленинграда (Санкт-Петербурга). Начиная с 1986 года на месте старого Рыбацкого построены жилые многоэтажные дома.
В 1902 году было начато строительство железнодорожной линии Санкт-Петербург — Вологда, предусматривающей разъезд Рыбацкое. В 1910 году разъезд был преобразован в полустанок, а после 1912 года — в станцию с мощным путевым развитием.
Исполнительную власть на территории Рыбацкого и близлежащих поселений осуществляло волостное правление. В 1885 году в составе Рыбацкой волости числилось два сельских общества, четыре общины и четыре селения. На начало 1917 года в селе Рыбацком находились:
- Приходская церковь Покрова Пресвятой Богородицы (архитектор Д. П. Рябов);
- Церковь Казанской иконы Божией Матери на Казанском сельском кладбище;
- Две одноклассные церковно-приходские школы;
- Земская одноклассная школа;
- Рыбацкое высшее начальное училище;
- Двухклассная школа Министерства народного просвещения;
- Рыбацкий земский амбулаторный пункт;
- Рыбацкое сельскохозяйственное общество;
- Приходское попечительство;
- Рыбацкое общество взаимной помощи на случай смерти.

К этому времени окончательно сложились границы села, его историческая топонимика.
После Февральской революции на территории современного Невского района возникли два административных района — Невский и Обуховский, к которому было причислено Рыбацкое. В начале 1918 года районы объединились, сохранив название Невского. Рыбацкое входило в городскую черту до 1922 года. Снова в городскую черту поселок Рыбацкое попал в 1963 году вместе с населенными пунктами Обухово и Усть-Славянка. Ныне исторический район Рыбацкое, название которого соответствует названию старой слободы, находится между реками Невой, Славянкой, Мурзинкой и линией железной дороги на Волховстрой.
Новое Рыбацкое начали проектировать в конце 70-х годов. Проект был разработан мастерской № 5 ЛенНИИпроекта, а новая местность позднее была закреплена на Генеральном плане развития Ленинграда 1987 года. Жилой массив в Рыбацком стал одним из немногих полностью реализованных проектов по Генплану 1987 года наравне с первыми очередями массивов в районах Приморский и Юго-Запад.
28 декабря 1984 года была открыта станция метро «Рыбацкое». Она была построена под перспективу и находилась «в чистом поле», так как возле станции на момент открытия располагался только один девятиэтажный дом на Караваевской улице.

## Жилищное строительство
Массовое жилищное строительство в Рыбацком началось в середине 1980-х годов и продолжилось до середины 1990-х. В большинстве это были панельные многоэтажки. Новое строительство в 2000-х годах велось, в основном, точечно — дома буквально росли в центре старых просторных дворов.
В Рыбацком преобладают панельные дома серий 137.11, 1ЛГ-606М, 600.11, кирпичные «вставки» между панельными домами.

## Инфраструктура

### Школы
- № 348 (Шлиссельбургский проспект, 43)
- № 557 (Караваевская улица, 6)
- № 569 (Рыбацкий проспект, 29 корпус 2)
- № 570 (Шлиссельбургский проспект, 10)
- № 571 (Караваевская улица, 10 корпус 2)
- № 574 (Шлиссельбургский проспект, 24 корпус 2)

### Детские сады
- № 12 (Рыбацкий проспект, 51 корпус 2)
- № 14 (Караваевская улица, 40 корпус 2)
- № 70 (Караваевская улица, 25 корпус 2)
- № 121 (Шлиссельбургский проспект, 39 корпус 2)
- № 125 (Караваевская улица, 2 корпус 2)
- № 126 (Шлиссельбургский проспект, 31 корпус 2)
- № 127 (Рыбацкий проспект, 43 корпус 2)
- № 129 (Шлиссельбургский проспект, 8 корпус 3)
- № 130 (Караваевская улица, 10 корпус 3)
- № 142 (Шлиссельбургский проспект, 23 корпус 2)
- № 143 (Рыбацкий проспект , 7 корпус 2)

### Поликлиники
- № 77 (Шлиссельбургский проспект, 25 корпус 1)
- № 73, детская (Караваевская улица, 30)

### Магазины
- Гипермаркет «Лента» (проспект Обуховской обороны, 305)
- Перекрёсток (Прибрежная улица, 13)
- Перекрёсток (Шлиссельбургский проспект, 17 корпус 1)
- Перекрёсток (Тепловозная улица, 31)
- Пятёрочка (Шлиссельбургский проспект, 6 корпус 2)
- Пятёрочка (Шлиссельбургский проспект, 20 корпус 1)
- Пятёрочка (Шлиссельбургский проспект, 26 корпус 1)
- Пятёрочка (Шлиссельбургский проспект, 37)
- Пятёрочка (Рыбацкий проспект , 17 корпус 1)
- Пятёрочка (Прибрежная улица, 4)
- Пятёрочка (Караваевская улица, 24 корпус 1)
- Пятёрочка (Скачков переулок, 5)
- Магнит (Караваевская улица, 37)
- Магнит (Караваевская улица, 28)
- Магнит (Рыбацкий Проспект, 17 корпус 1)
- Магнит (Шлиссельбургский проспект, 4)
- Магнит (Шлиссельбургский проспект, 15)

### Рестораны и кафе
- Rostic's (Прибрежная улица, 18)
- BEERstudia (Рыбацкий проспект, 39)
- Рулька (проспект Обуховской обороны, 138 корпус 2)
- Кафе-кондитерская «Север-Метрополь» (Прибрежная улица, 11)
- Del Mar (Шлиссельбургский проспект, 7 корпус 2)
- Сули-Гули Ginza Project (Тепловозная улица, 31)
- ТОКИО-CITY (Прибрежная улица, 20)
- Якорь (Рыбацкий проспект, 10А)
- Чача и Хинкали (Шлиссельбургский проспект, 3)
- Чача и Хинкали (Караваевская улица, 24)
- Вкусно - и точка (проспект Обуховской Обороны, 305)
- Вкусно - и точка (Тепловозная улица, 31)

### Другие объекты
- Бассейн «Атлантика» (проспект Обуховской обороны, 301А)
- ТРК «Порт Находка» (Тепловозная улица, 31)
- ТЦ «Диана» (Караваевская улица, 24)
- ТЦ «ДалпортСити» (Шлиссельбургский проспект,17)
- Fitness House (Скачков переулок, 5)
- Рыбацкая библиотека (улица Дмитрия Устинова, 3)

## Транспорт
В районе расположены станция метро «Рыбацкое» и железнодорожная станция.
В микрорайоне действует автобусное (маршруты № 53, 97, 115, 115А, 189, 327, 328, 682), трамвайное  (маршруты № 24, 27) и маршрутное сообщение (маршрут № 440А)
Первая трамвайная линия в Рыбацком была открыта в 1935 году. Она проходила по территории нынешнего Рыбацкого проспекта и заканчивалась кольцом у реки Славянки. Также в начале нынешнего Рыбацкого проспекта было расположено небольшое трамвайное депо.
В 1987 году была проложена новая линия по Шлиссельбургскому проспекту к станции метро «Рыбацкое», одновременно были демонтированы старая линия и кольцо. В 1994 году на базе конечной станции «Рыбацкое» был открыт филиал трамвайного парка № 7.

## Достопримечательности
- Аллея пожарных

Была заложена в 2002 году, в 2004 году на аллее появился памятник пожарным Петербурга. Традиционно на аллее проводятся праздники местного значения и районные праздничные гуляния. Аллея располагается вдоль Прибрежной улицы от станции метро «Рыбацкое» до Рыбацкого проспекта, упирается в набережную Невы.
- Мемориальная стела

Располагается на Рыбацком проспекте рядом с яхт-клубом «Восточный», посвящена жителям села Рыбацкое, которые добровольно выделили из своей среды рекрутов на войну со шведами в 1789 году.
- Духовно-благотворительный центр «Невская обитель»

## Известные люди

### В селе родились
- Губанов Леонид Иванович (1928—2004) — актёр театра и кино, народный артист СССР (1989).

### В селе арестованы
- Кулигин Николай Петрович (1870—14.10.1937), протоиерей. Был настоятелем храма села Рыбацкого с 1905 до ареста 26 июня 1937)[2].

## Галерея

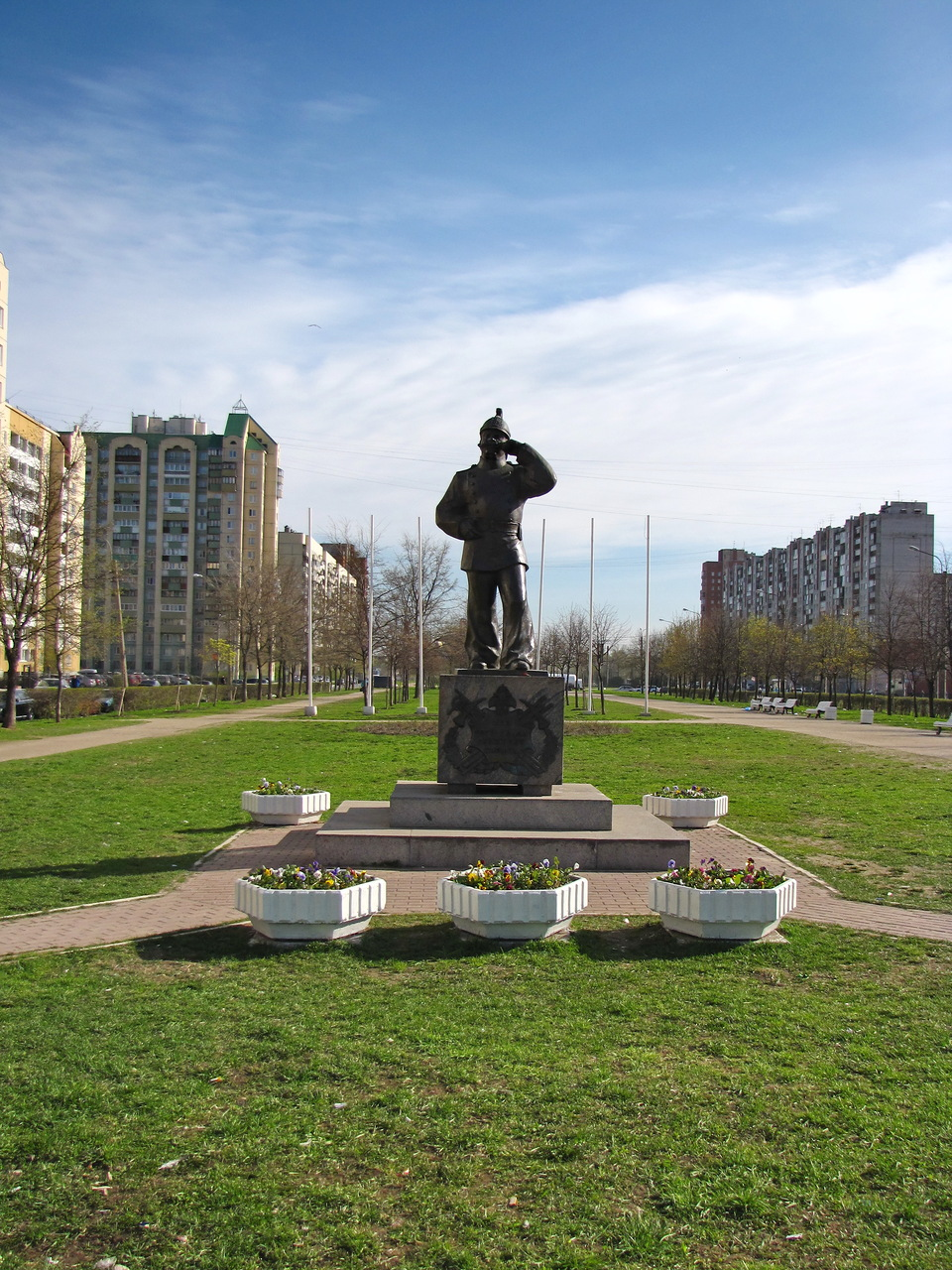
Памятник пожарному на Прибрежной улице
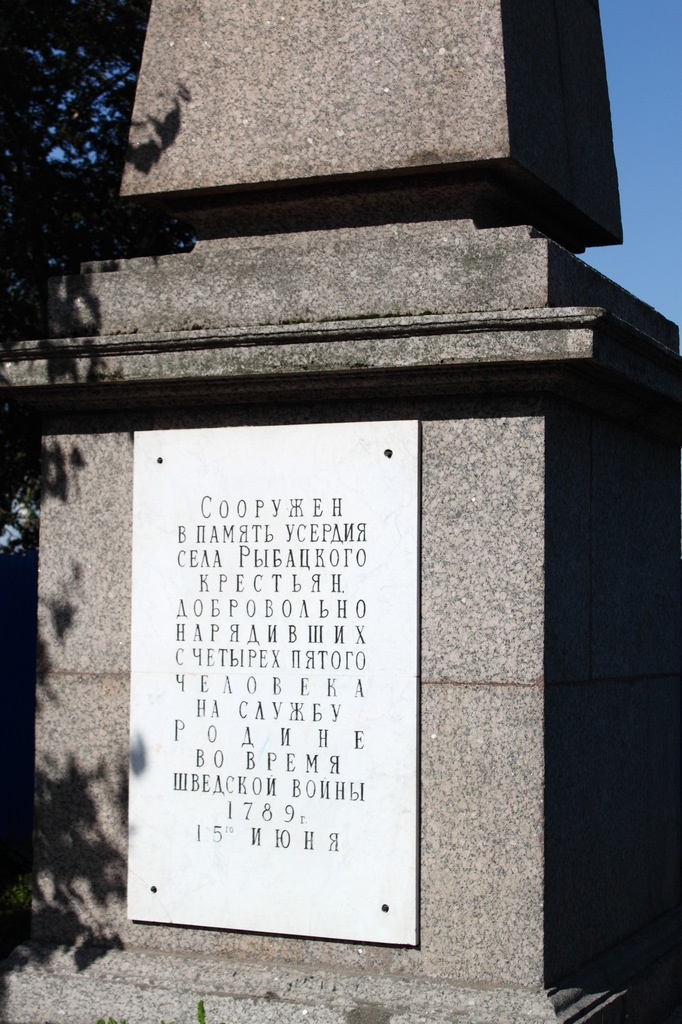
Стела
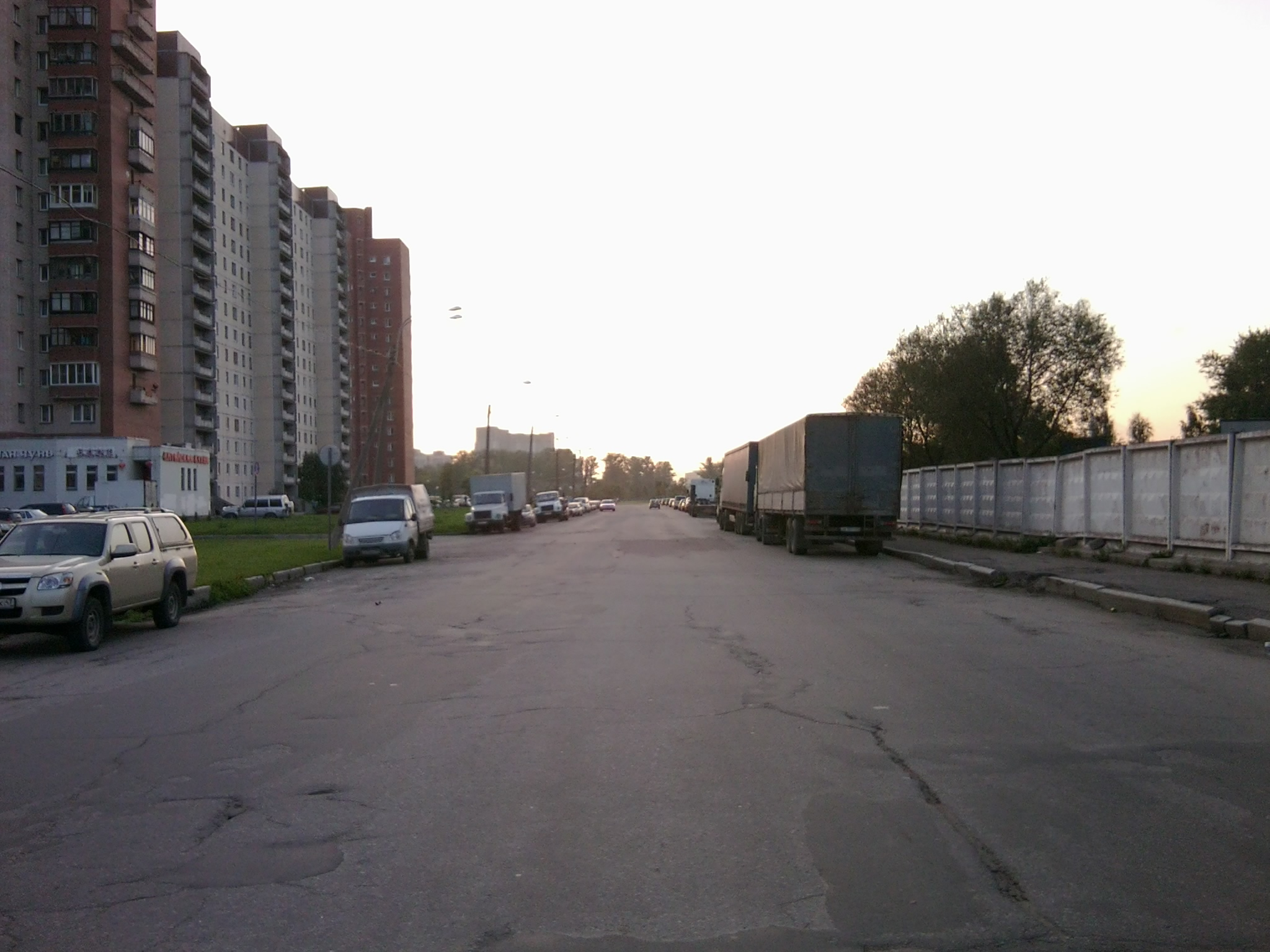
Рыбацкий проспект
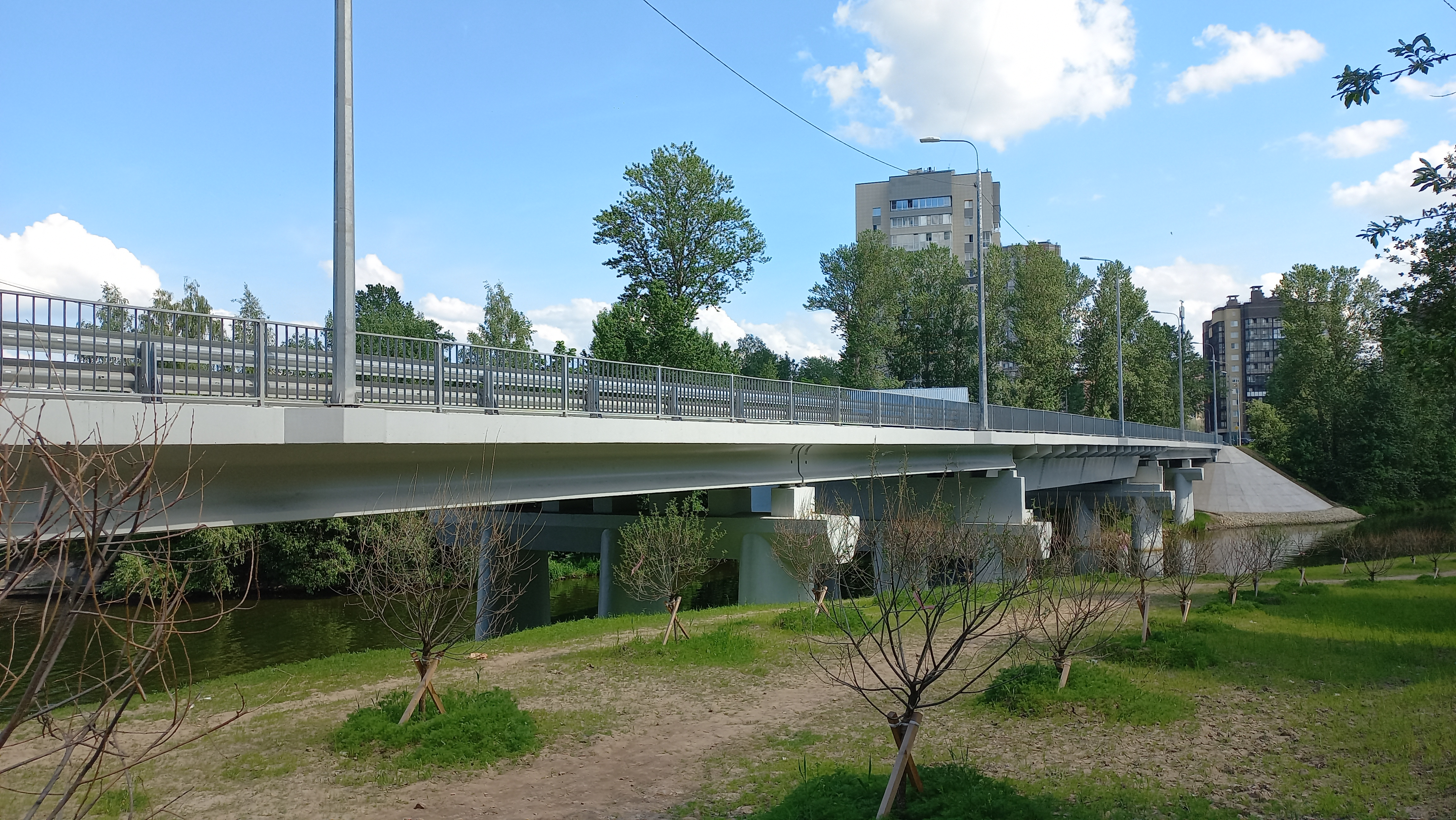
Рыбацкий мост в створе Рыбацкого проспекта и Славянской улицы